# Faith Hill
Audrey Faith McGraw (nascuda Perry), més coneguda com a Faith Hill (Ridgeland, Mississipi, 21 de setembre de 1967) és una cantant i productora discogràfica estatunidenca. Arran de l'èxit dels seus dos primers àlbums de música country, Take Me as I Am el 1993 i It Matters to Me el 1995, que Hill esdevingué una de les cantants més famoses d'aquest gènere musical als Estats Units.
Durant la seva carrera ha venut més de 40 milions de discos a tot el món i ha guanyat cinc Grammy Awards, 14 Academy of Country Music Awards, 4 American Music Awards i altres premis. El 2001, va aparèixer entre les 30 dones més influents dels Estats Units a la revista Ladies Home Journal.
És casada d'ençà el 1996 amb el també cantant de country Tim McGraw.
La seva veu es descriu com a ànima i ronca. Ha venut més de 35 milions d'àlbums i ha acumulat nou senzills número 1 a les llistes de country.
Faith Hill ha guanyat premis de la Country Music Association, Academy of Country Music, Grammy Awards, American Music Awards i People's Choice Awards. La seva gira Soul2Soul II de 2006 amb el seu marit es va convertir en la gira country més gran de tots els temps L'any 2001, va ser nomenada una de les 30 dones més poderoses d'Amèrica per la revista Ladies Home Journal.

## Biografia

### Joventut
Faith Hill va néixer a Ridgeland, prop de Jackson, Mississipi, com a Audrey Faith Perry. De petita, va ser adoptada i criada per una parella als suburbis de Star City. Els seus dos pares adoptius van criar els seus dos fills biològics així com en la fe catòlica molt present.
El seu talent vocal sembla que va sorgir aviat, i va donar els seus primers passos en públic al dinar de 4-H quan tenia 7 anys. El 1976, pocs dies abans del seu 9è aniversari, va assistir a un concert d'Elvis Presley al State Fair Coliseum, Jackson, que va tenir un efecte profund en ella. Durant la seva adolescència, Faith Hill va actuar regularment a les esglésies de la zona, fins i tot en establiments no baptistes (la seva pròpia religió).
Als 17 anys, va formar una banda que actuava en rodeos locals. Va assistir breument a l'escola secundària, però als 19 anys va abandonar els estudis per anar a Nashville per perseguir el seu somni de convertir-se en cantant de country. Durant els seus primers dies a Nashville, Faith va fer una audició per convertir-se en corista de la cantant Reba McEntire, però no va aconseguir la feina. Després d'un període en què va vendre samarretes, Faith Hill es va convertir en secretària d'una companyia discogràfica.
Al costat de la seva recerca per entrar a la indústria de la música, Faith Hill es va involucrar en la construcció d'una vida familiar sòlida. El 1988, es va casar amb el compositor i productor musical Dan Hill, qui li va suggerir que adoptés el pseudònim amb el qual es va fer famosa. Dos anys més tard, va començar a buscar la seva mare biològica, a qui finalment coneixerà i mantindria correspondria fins a la seva mort.
Una companya va sentir cantar a Faith mentre estava sola, i de seguida el cap de l'empresa per a la qual treballava la va animar a convertir-se en un exemple de cantant per a la companyia en qüestió. A més d'aquest treball, va gravar cors per al compositor Garry Burr, que sovint interpretava les seves noves cançons a Nashville al Bluebird Café. Durant una d'aquestes actuacions, un executiu de la Warner Bros. estava entre el públic, impressionat per la veu de Faith, va iniciar el tràmit perquè ella en signés un contracte.

### 1993–1997: L'èxit del country
El primer àlbum de Faith Hill va ser Take Me as I Am (1993). L'àlbum va ser un èxit gràcies en particular al títol Wild One. Hill es va convertir amb aquest títol en el primer cantant country menor de 30 anys a assolir el cim del rànquing Billboard durant 4 setmanes consecutives el 1994. La seva versió de la cançó d'Erma Franklin Piece of My Heart també va pujar al cim de les llistes de música country el 1994. L'àlbum va vendre milions de còpies. També el 1994 i poc després del llançament del seu àlbum, Hill es va divorciar del seu primer marit.
L'enregistrament del seu segon àlbum es va ajornar després d'una cirurgia a les seves cordes vocals. L'àlbum It Matters to Me es va publicar finalment el 1995 i també va ser un èxit. L'àlbum també va vendre més de 3 milions de còpies. El cinquè senzill del seu àlbum I Can't Do That Anymore va ser escrit pel cantant country Alan Jackson.
A la primavera de 1996, Hill va començar una gira amb el cantant country Tim McGraw. En aquell moment, Faith Hill estava en una relació amb el seu antic productor Scott Hendricks. Tim McGraw i Fait Hill es van sentir ràpidament atrets l'un per l'altre, i Hill va trencar amb el productor per connectar-se amb el cantant. El duet es va comprometre durant la gira i es van casar l'octubre de 1996. Van tenir 3 filles junts: Gracie Katherine (1997), Maggie Elizabeth (1998) i Audrey Caroline (2001). Des del seu matrimoni, la parella sempre ha aconseguit no separar-se més de 3 dies consecutius.

### 1998–2004: Música pop
Després del llançament del seu àlbum It Matters to Me, Hill va fer una pausa de 3 anys de la seva carrera musical per centrar-se en la seva família. No obstant això, va fer un duet amb el seu home titulat It's Your Love. La cançó va romandre 6 setmanes al número u i va guanyar un premi de l’Acadèmia de Música Country i un altre de l’Associació de Música Country.
Va reprendre la seva carrera musical l'any 1998 amb el seu àlbum Faith. Aquest disc tenia un estil pop tot i que el country encara estava una mica present. La cançó titulada This Kiss va assolir el número u de la llista de països i per primera vegada va arribar al número set de la llista pop. Es van vendre més de sis milions de còpies. Altres èxits van ser Just To Hear You Say That You Love Me, Let Me Let Go i The Secret Of Life.
Va ser aleshores quan Faith Hill va llançar el seu àlbum Breathe, que va arribar ràpidament al capdamunt de les llistes d'altres gèneres del país. L'àlbum, però, va conservar només una dèbil influència de la música country i estava ple de balades amoroses.
El senzill, també titulat Breathe, va assolir el número dos de la llista Billboard Hot 100. El títol The Way You Love Me va ocupar el número deu i es va mantenir a la llista durant 57 setmanes. Faith Hill va ser recompensada pel seu àlbum amb tres premis Grammy (millor àlbum country, millor duo country i millor veu country femenina). La imatge de la cantant també va canviar i es va veure apareixent amb un estil més sexy que abans. L'àlbum va vendre prop de deu milions de còpies a tot el món.
Hill va participar en una acció per recollir llibres per donar-los als nens més necessitats. Els fans que van donar llibres van tenir l'oportunitat de guanyar una cita amb l'estrella durant la seva gira de 1999. L'acció va recuperar 350 llibres que van ser donats a escoles, hospitals, biblioteques de 40 ciutats dels Estats Units.
L'any 2000, Hill va fer una gira amb el seu marit i va participar en diversos programes de televisió. Va cantar als premis de l'Acadèmia i als premis Grammy, va aparèixer a les portades de nombroses revistes i va cantar per al Super Bowl. Hill va ser nomenada una de les deu dones més ben vestides de l'any 2000 pel Sr. Blackwell. A finals del 2000, va gravar la cançó Where Are You Christmas ?, escrit per Mariah Carey, extret de la pel·lícula The Grinch. Els seus èxits a les llistes de música pop la van fer voler deixar l'estil de música country.
El 2001, va gravar música There You'll Be per a la pel·lícula Pearl Harbor.
El 2002, Hill va llançar un àlbum nou, encara més pop, titulat Cry. El seu àlbum va encapçalar les llistes de pop i country de la revista Billboard. L'àlbum va vendre 3 milions de còpies i va guanyar un premi Grammy.
El seu senzill de 2002, titulat Baby You Belong, es va convertir en la banda sonora de la pel·lícula Lilo & Stitch. Va interpretar un paper al cinema l'any 2004 interpretant amb Nicole Kidman, Matthew Broderick i Glenn Close a la pel·lícula Les dones perfectes.

### 2005–2006: Retorn a la música country
El 2005, Faith Hill va tornar a l'escena amb un nou àlbum country anomenat Fireflies. L'àlbum va arribar al cim de moltes llistes de música country des del principi. Faith Hill va ser un dels rars artistes country que va col·locar 3 àlbums seguits al capdamunt de les llistes.
El primer senzill titulat Mississippi Girl es va convertir ràpidament en un èxit. Aquesta cançó va ser escrita per John Rich i Adam Shoenfield. Hill va gravar dues cançons més de Rich (Sunshine and Summertime i Like We Never Loved at All). L'àlbum va marcar el retorn de Hill a la música country que havia llançat la seva carrera.
Després del desastre provocat per l'Huracà Katrina, Hill i el seu marit van fer diversos concerts, els beneficis dels quals van ser donats a les víctimes del desastre. El mateix any, la parella va crear una fundació per ajudar les víctimes de desastres naturals i ajudar les persones necessitades.
Després de 6 anys consecutius sense cap gira després del naixement de la seva darrera filla, Hill i el seu marit van tornar a sortir a la carretera el 2006 realitzant el Soul2Soul II Tour 2006. Els ingressos de la gira van assolir una quantitat rècord (per a la música country) de 90 milions de dòlars. La gira va ser batejada com a "Gira de l'any" per Pollstar Magazine. Una part de la recaptació també es va donar a benefici de les víctimes de l'huracà Katrina.

### 2007 fins a l'actualitat:The Hits
El 2 d'octubre de 2007, Faith Hill va publicar un àlbum amb els seus grans èxits titulat The Hits. L'àlbum, però, contenia 2 senzills inèdits amb el nom de Lost i Red Umbrella, així com una versió real del seu títol Stronger gravada durant la seva gira de 2007.
També va fer duet amb la cantant Reba McEntire per a la cançó Sleeping with the Telephone inclosa a l'àlbum d'aquest últim i publicada el setembre de 2007. També apareix al nou àlbum del seu marit titulat Let It Go. Allà va fer dos duets amb el seu marit per a les cançons I Need You i Shotgun Rider. La gira Soul2Soul 2007 va començar al juny i va acabar l'agost del mateix any.
Hill va ser seleccionat recentment per prestar la seva veu per a la música del programa Sunday Night Football de NBC per a NBC. La cançó es titula Waiting All Week For Sunday Night.
El 2008, Faith Hill estava treballant en un àlbum de nadales que probablement sortirà a finals de 2008.
El 20 de setembre de 2011, el crooner Tony Bennett va llançar Duets II, un àlbum de duets que inclou el tema The Way You Look Tonight co-interpretat amb Faith Hill.

## Premis
| Any  | Recompensa                                | Categoria                                                       |
| ---- | ----------------------------------------- | --------------------------------------------------------------- |
| 1993 | Premis de l'Acadèmia de Música Country    | Millor veu femenina nova                                        |
| 1995 | Notícies de TNN/Music City                | Estrella femenina                                               |
| 1997 | Premis de l'Acadèmia de Música Country    | Esdeveniment vocal de l'any - (amb Tim McGraw)                  |
| 1997 | Acadèmia de Música Country                | Millor cançó de l'any - This Kiss                               |
| 1998 | Premis de l'Acadèmia de Música Country    | Millor veu femenina                                             |
| 1998 | Premis de l'Acadèmia de Música Country    | Esdeveniment vocal de l'any - (amb Tim McGraw)                  |
| 1998 | Premis de l'Acadèmia de Música Country    | Millor vídeo musical de l'any - It's Your Love (amb Tim McGraw) |
| 1999 | Notícies de TNN/Music City                | Duo vocal de l'any - (amb Tim McGraw)                           |
| 1999 | Notícies de TNN/Music City                | Vídeo de l'any - Breathe                                        |
| 1999 | Notícies de TNN/Music City                | Títol de l'any - Breathe                                        |
| 1999 | Notícies de TNN/Music City                | Artista femenina de l'any                                       |
| 1999 | Premis de l'Acadèmia de Música Country    | Millor veu femenina                                             |
| 1999 | Premis de l'Acadèmia de Música Country    | Millor vídeo de l'any - Breathe                                 |
| 1999 | Premis de l'Associació de Música Country  | Vídeo musical de l'any - Breathe                                |
| 2000 | Premis TNN de Country Weekly              | Artista femenina de l'any                                       |
| 2000 | Premis de l'Associació de Música Country  | Veu femenina de l'any                                           |
| 2001 | Premis Grammy                             | Millor actuació country femenina - Breathe                      |
| 2001 | Premis Grammy                             | Millor duo country - Let's Make Love (amb Tim McGraw)           |
| 2001 | Premis Grammy                             | Millor àlbum country amb Breathe                                |
| 2003 | Premis Grammy                             | Millor actuació country femenina - Cry                          |
| 2003 | Premis CMT Flameworthy Video Music Awards | El vídeo femení més calent de l'any: Cry                        |
| 2004 | Premis de l'elecció del públic            | Millor vocalista femenina                                       |
| 2006 | Premis Grammy                             | Millor duo country amb Tim McGraw - Like We Never Loved At All  |
| 2006 | American Music Awards                     | Millor artista country femenina                                 |

## Discografia
- Take Me as I Am (1993)
- It Matters to Me (1995)
- Piece of My Heart (1996)
- Faith (1998)
- Breathe (1999)
- There You'll Be (2001)
- Cry (2002)
- Fireflies (2005)
- The Hits (2007)
- Joy to the World (2008)
- Deep Tracks (2016)
- The Rest of Our Life, amb Tim McGraw (2017)

## Guardons
Premis
- 2001: Grammy al millor àlbum de country

Nominacions
- 1999: Grammy al millor àlbum de country
- 2004: Grammy al millor àlbum de country
- 2006: Grammy al millor àlbum de country